# Rubia laevissima
Rubia laevissima är en måreväxtart som beskrevs av Tsckern.. Rubia laevissima ingår i släktet krappar, och familjen måreväxter.
Artens utbredningsområde är Uzbekistan. Inga underarter finns listade i Catalogue of Life.